# Rolykit

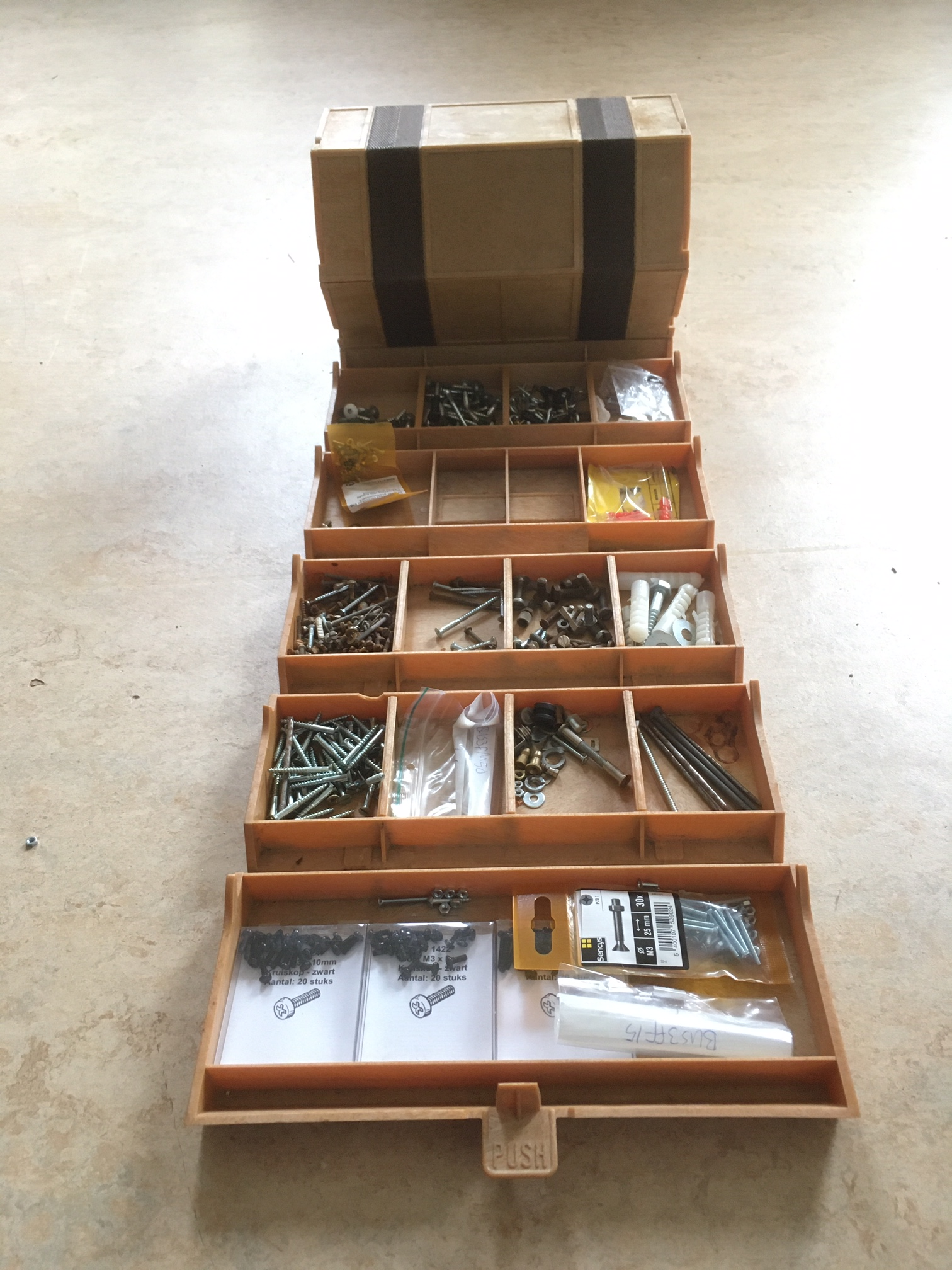
Een uitgerolde en gevulde Rolykit

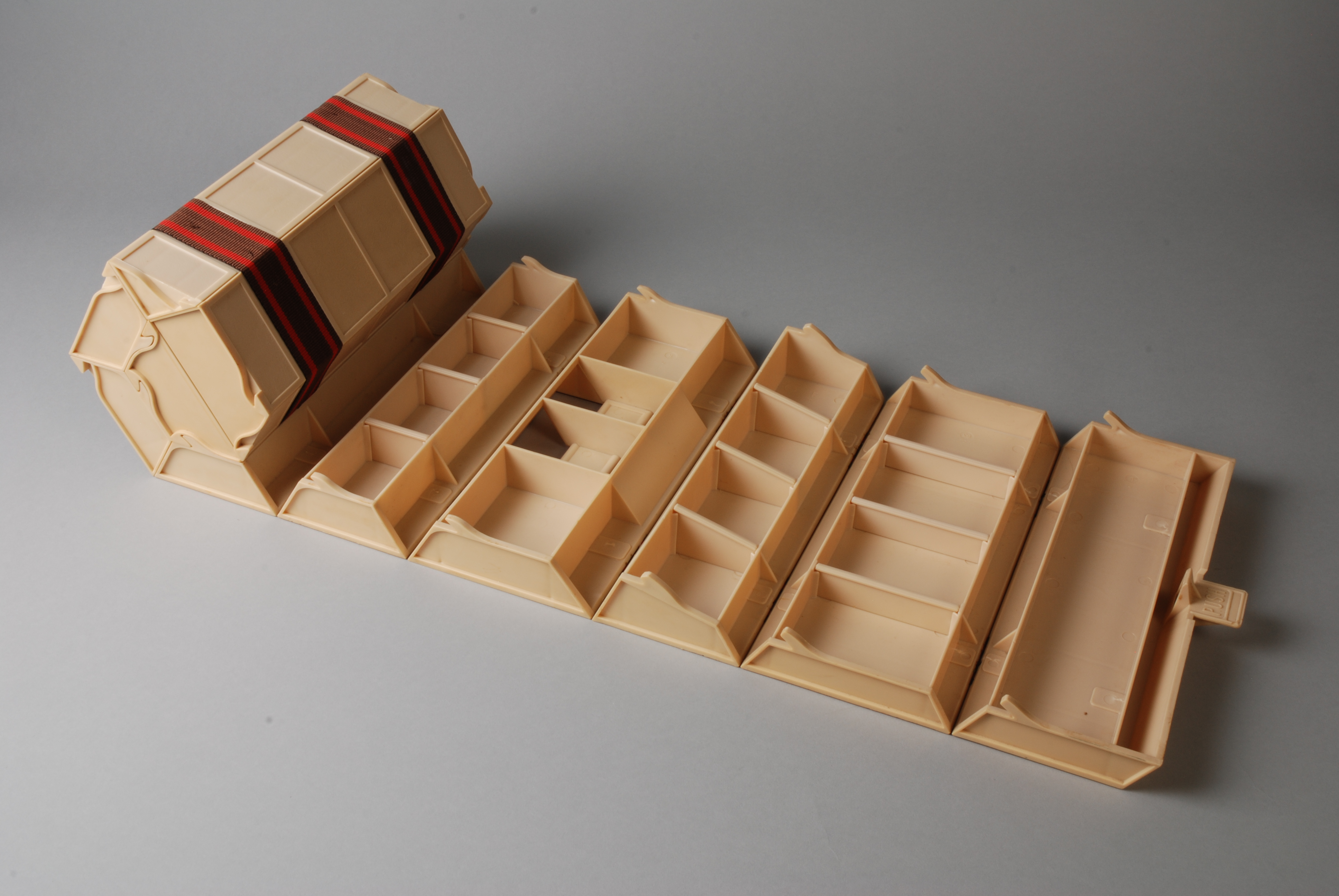
Uitgerolde Rolykit

De meest bekende versie van de Rolykit is een zeshoekig oprolbaar opbergsysteem. Het werd in 1973 bedacht door de cineast Samuel Meijering.
Meijering werd bij het werk aan een filmscript afgeleid door de rommel op zijn bureau. Hij ging nadenken over een oplossing, en sloeg vervolgens aan het tekenen. Ten slotte knutselde hij zelf het ontwerp van karton in elkaar.
Met zijn ex-klasgenoot van de filmacademie Gied Jaspars richtte Meijering het bedrijfje Golden Inventions op, dat de rechten van de Rolykit voor 1 miljoen gulden verkocht aan de producent Van der Molen. Er werden wereldwijd 17 miljoen exemplaren van verkocht.
De Rolykit kan men in één keer uitrollen, terwijl in alle vakken van deze opbergdoos de inhoud gewoon op zijn plaats blijft.
Het "geheim" van de Rolykit is dat bij het uitrollen elk opbergvakje pas toegankelijk wordt als het plat op de ondergrond ligt. Rolt men ten slotte de opbergvakken weer in elkaar, dan wordt de bodem van het ene vak het deksel van een ander vak.
Een uitgerolde Rolykit is ongeveer 146 cm lang, de breedte is 27,5 cm. De hoogte en breedte van op opgerolde kit bedraagt 20 bij 25 cm. Het aantal opbergvakken is, wanneer alle bijgeleverde tussenschotjes zijn geplaatst, 38 stuks.
Er is ook een kleinere Rolykit geproduceerd die bedoeld is voor kantoorartikelen. Deze variant is zo'n 19,5 cm lang, 9,5 cm breed en 5 cm hoog en heeft speciale opbergvakken voor bijvoorbeeld een passer en geodriehoek.
Na de Rolykit bedacht Meijering een zwenkwiel zonder dood punt. Tijdens de octrooiprocedure bleek dat deze vinding ooit al was gedaan, opgekocht door een multinational en nooit in productie genomen.